# Planorbella occidentalis
Planorbella occidentalis är en snäckart som först beskrevs av James Graham Cooper 1870.  Planorbella occidentalis ingår i släktet Planorbella och familjen posthornssnäckor. Inga underarter finns listade i Catalogue of Life.